# William Apess
William Apess (Colrain, Massachusetts, 1798-1839) era el fill d'un mestís pequot i d'una esclava fugida. Lluità en la Guerra del 1812, en acabar va romandre al Canadà uns anys. S'aconvertí al metodisme i fou ordenat pastor el 1829. Va escriure peces defensant els drets del seu poble com A son of the forest (1829), crítica al racisme, alhora que participava en la revolta de Mashpee del 1833, la de l'última vila índia de Massachusetts. També publicà An Eulogy of King Philipp (1836), The Experience of five indians of the pequod tribe (1833) i Indian Nullification of the Unconstitutional Laws of Massachusetts (1835).